# 阿布穆萨岛
阿布穆萨岛（阿拉伯語：جزيرة أبو موسى，波斯語：ابوموسی），是波斯湾东部一岛屿，位于霍尔木兹海峡西口附近，战略地位重要。阿布穆萨岛由伊朗管理，面积约12平方公里，人口约5000人。阿布穆萨岛是伊朗位于波斯湾最南端、距离赤道最近的岛屿。
该岛19世纪以后一直处于英国控制下，1960年代后期，英国将该岛的管辖权转交给沙迦酋长国。1968年，沙迦同其他六个酋长国共同组成阿拉伯联合酋长国，英国宣布将逐渐撤出。其后伊朗开始觊觎该岛，并于1971年11月阿联酋正式独立前夕攻占该岛。由於此時美國出於圍堵蘇聯的需要，同時伊朗沒有參與1950年代至1970年代期間，阿拉伯國家與以色列爆發的中東戰爭，所以與伊朗的關係極為友好，美國及西方國家都沒有反對由伊朗控制該島，甚至對此表達支持。
1980年，伊朗伊斯蘭革命後，伊朗與美國的關係急劇惡化，其後美伊斷交，阿拉伯聯合酋長國於是提出将该岛，以及附近的大通布岛、小通布岛的争端提交联合国裁决，但伊朗坚称对该岛享有主权，拒絕參與海島主權的討論，目前海島仍由伊朗控制及管理。

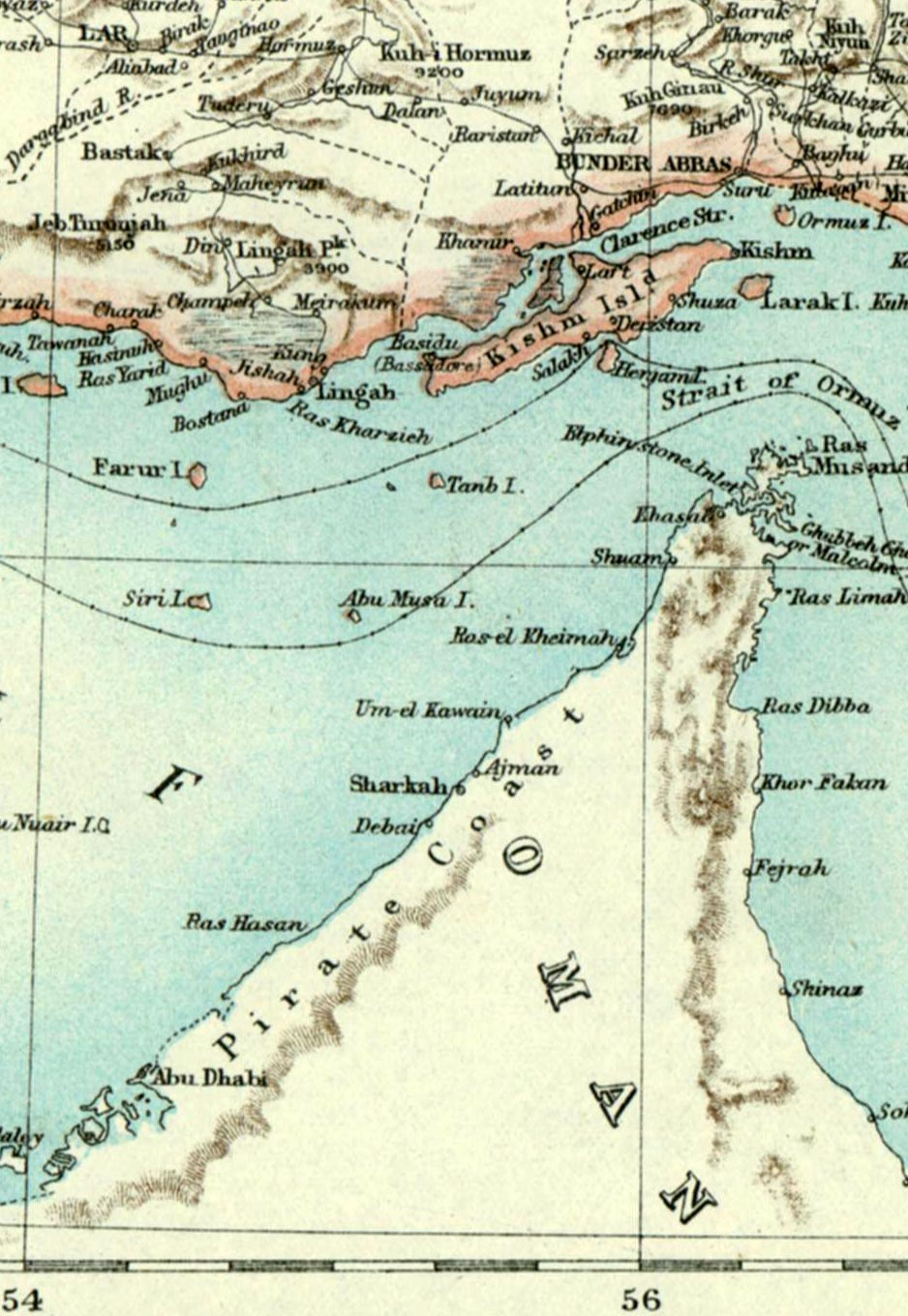
1891年的地图表示该岛属于伊朗

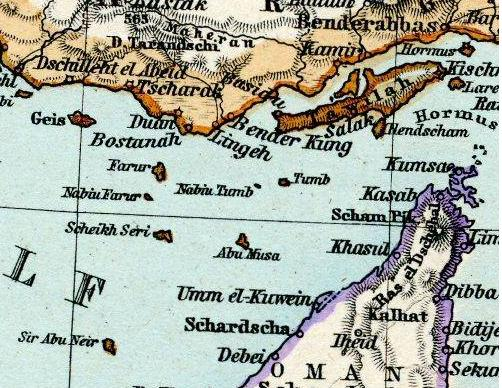
1891年的地图表示该岛属于伊朗

## 延伸阅读
- Schofield, Richard. . London: Royal Institute of International Affairs. 2003. ISBN 0-905031-90-3.

25°52′N 55°02′E / 25.867°N 55.033°E